# José Luis Ortiz Nuevo
José Luis Ortiz Nuevo (* 1. Januar 1948 in Archidona) ist ein spanischer Politikwissenschaftler, der sich als Journalist und Autor, als Lokalpolitiker und als Leiter verschiedener Festivals, wie der international bedeutsamen Bienal de Flamenco in Sevilla für den Erhalt, die Erneuerung und die Verbreitung des Flamenco eingesetzt hat.

## Leben

### Die Anfänge
José Luis Ortiz Nuevo verließ 1965 seine Heimatstadt und absolvierte ein Studium der Politikwissenschaft an der Universität Complutense Madrid, der damals einzigen spanischen Hochschule, die diesen Studiengang anbot. Während der Studienzeit entdeckte er seine Leidenschaft für den Flamenco. Ein Schlüsselerlebnis war seinen Worten zufolge der Besuch einer Aufführung von Enrique Morente im Jahr 1969. In jener Zeit war er Mitglied des links-oppositionellen Frente de Liberación Popular. Im Anschluss an eine Kundgebung zum Ersten Mai wurde er von der Sicherheitspolizei verhaftet und verbrachte zwei Monate im Gefängnis von Carabanchel. Während der Haftzeit begann er, Flamenco-Coplas zu dichten.
1973 begegnete er den Flamenco-Sängern Pepe de la Matrona und Pericón de Cádiz und schrieb deren Biografien. Im selben Jahr, noch während seiner Studienzeit, erschien sein Aufsatz El pensamiento político en el cante flamenco in der Zeitschrift Triunfo. Er begann, für eine Reihe von Zeitungen und Zeitschriften zu schreiben, darunter Informaciones, Triunfo, Tierras del Sur, Le Estafeta Literaria und El Mundo Hispánico. Es wurde zum Beginn eines lebenslangen Engagements als Fachautor, mit einer Fülle von Kritiken, hermeneutischen, politischen und historischen Untersuchungen in Buch- und Zeitschriften-Publikationen, die seitdem von ihm erschienen sind.
1978 wurde er für den Partido Socialista de Andalucía in den Stadtrat von Sevilla gewählt und wurde dort zum Rat für Feste und Großveranstaltungen ernannt. In dieser Funktion begründete er 1980 ein Festival, das sich zu einer der bedeutendsten Flamenco-Veranstaltungen entwickeln sollte: die Biennale von Sevilla.

### Leiter der Flamenco-Biennale von Sevilla
José Luis Ortiz Nuevo leitete die Biennale bis 1996, mit Ausnahme des Jahres 1986. In jenem und im Folgejahr leitete er die Cumbre Flamenca in Madrid.
1984 erhielt José Luis Ortiz Nuevo für seine journalistische Arbeit den Premio Nacional de Prensa des Lehrstuhls für Flamencologie von Jerez de la Frontera. Erneut wandte er sich bekannten Persönlichkeiten des Flamenco zu und schrieb Monografien über Enrique el Cojo, Borrico de Jerez und Anica la Periñaca.
Die Biennale von Sevilla entwickelte er zu einer Veranstaltung, die offen war für zeitgenössische Tendenzen und Experimente im Flamenco – nicht selten zum Missfallen der konservativen Anhänger des „reinen“ Flamenco (Flamenco puro). Seine Ideen vertrat er 1996 in seiner Streitschrift Alegato contra la pureza („Plädoyer gegen die Reinheit“). Die Biennale bot nicht nur bekannten Namen eine Bühne, sondern bot auch jungen, noch nicht bekannten Künstlerinnen und Künstlern die Chance zum Auftritt vor großem Publikum. Beispielsweise wurde die Biennale von 1988 für Milagros Mengíbar zum Sprungbrett für ihre Karriere. Innerhalb und außerhalb der Biennale trug José Luis Ortiz Nuevo mit eigenen Inszenierungen zu der von ihm angestrebten Entwicklung bei.
Ein erster Höhepunkt dieser Darbietungen war 1990 in Paris Estrellas de la Bienal, ein sechsstündiges Concierto flamenco in drei Teilen mit 24 Künstlerinnen und Künstlern. Der erste Teil widmete sich der Malagueña und ihrer musikalischen Verwandtschaft, der zweite Teil dem Cante jondo, den ernsten Gesängen der Soleá und der Seguiriya, und der dritte Teil der festlich-fröhlichen Welt der Alegrías, Bulerías und Tangos.
Zur Biennale 1992 in Sevilla brachte er, nun über reiche Ressourcen verfügend, vier eigene Stücke auf die Bühne. In Tango glänzte María Pagés mit ihrer ersten eigenen großen Choreografie. In Morente y Max Roach en Concierto fügten Enrique Morente und Max Roach den Flamenco mit dem Jazz zusammen. Al son de 3 x 4, dirigiert vom Gitarristen Pedro Bacán, war ein Streifzug durch die komplexen Rhythmen der Soleá und der Bulería. Mediterranéo schließlich war eine Fantasie zu bittersüßen Gedichten von José Luis Ortiz Nuevo selbst, die von Umarmungen und Küssen handelten, von feurigem körperlichem Begehren, vom Liebesspiel, und andererseits von Kummer, Schmerz, Entsetzen, Gewalt, Krieg und Tod.
Zwei Jahre später brachte er De la luna al viento mit der Ballettkompanie von María Pagés auf die Bühne der Biennale. Neben ihr hatten die Sängerin Carmen Linares sowie die Gitarristen Rafael Riqueni und José María Gallardo die tragenden Rollen bei dieser Synthese von Flamenco, andalusischer Volksmusik und klassischer Musik. Por aquí te quiero ver war 1996 schließlich sein letzter Beitrag zur Biennale in seiner Funktion als deren Leiter.
Unter seinem Direktorat fanden im Rahmen der Biennale eine Reihe von thematischen Ausstellungen und Hommagen an bekannte Persönlichkeiten des Flamenco statt. Ferner nutzte er die Biennale, um eine Reihe von Buchpublikationen zu fördern, darunter die Neuausgabe bedeutender historischer Werke.

### Nach 1996
Gleichwohl blieb José Luis Ortiz Nuevo der Biennale von Sevilla als Dichter, Schauspieler, Bühnenautor und Rezitator verbunden. In den Jahren 1998 bis 2006 hatte er regelmäßig große Sprechrollen zu eigenen Texten in Vorstellungen der Biennale. Bei der Biennale 2004 war er künstlerischer Leiter, Ausrufer, Bühnenautor und Komiker.
Ab 2001 leitete er eine Serie von Fernseh-Dokumentationen zum Flamenco beim spanischen Sender Canal Sur.
2007 wurde er als Direktor von Málaga en Flamenco berufen, einer Biennale, die in den ungeraden Jahren stattfindet. Da sie zum siebten Mal stattfand, ließ er 7 x 7 Aufführungen in sieben Zyklen in Szene setzen. Die Aufführungen fanden verteilt an vielen verschiedenen Orten statt, so dass ein Fest für die gesamte Provinz Málaga daraus wurde.
Auch außerhalb der erwähnten Festivals blieb er trotz seines fortgeschrittenen Alters seiner literarischen und theatralischen Arbeit treu. 2016 initiierte er als Co-Herausgeber die Buchreihe Flamenco y Cultura Popular beim Athenaica-Verlag in Sevilla.
2017 wurde er erneut zum Direktor der Biennale von Sevilla ernannt, trat jedoch nach zwei Monaten wegen Differenzen mit der Stadtverwaltung zurück.

## Bühnenarbeit

### Inszenierungen
- Cantando la pena ... La pena se olvida (1986)[5]
- Los últimos de la fiesta (1987)[5]
- Las cuatro estaciones (1988)[5]
- Casta (1988)[5]
- Hijos del hambre (1988)[5]
- Danza de amor y luna (1989)[5]
- Concierto mayor de arte flamenco (Paris, 1989)[5]
- Estrellas de la Bienal (Paris, 1990)[5]
- Tango (1992)[9]
- Morente y Max Roach en concierto (1992)[9]
- Al son de 3 x 4 (1992)[9]
- Mediterranéo (1992)[9]
- De la luna al viento (1994)[6]
- Por aquí te quiero ver (1996)[6]
- Los mil y un cuentos de Pericón de Cádiz (1997)[17]
- Yo no sé la edá que tengo, bei der Biennale von Málaga (2007)[13]
- Dinero. Secuencias flamencas por su causa. (2013)[18]
- Enrique Morente. Granada, Sevilla, Nueva York... (2014)[19]
- Memoria (2015)[20]

### Bühnenauftritte als Schauspieler, Rezitator und Redner
- Mil y una historia de Pericón de Cádiz, Biennale von Sevilla 1998[10]
- Abecedario, Hommage an Jorge Luis Borges, 1999[11]
- Inventario de Henry Bogoa, Biennale von Sevilla 2000[11]
- ¡Mira! von Israel Galván, Biennale von Sevilla 2000[11]
- Dime; Rezitationen zum Tanz von Javier Barón, Biennale von Sevilla 2002[11]
- Historias de arte mit Matilde Coral, Chano Lobato und Juan Habichuela, 2003[11]
- Lo que el tiempo da, lo que el tiempo quite, lo que el tiempo pone, Abschlussvorstellung der Biennale von Sevilla 2004[13]
- Érase una vez el flamenco mit Ángeles Gabaldón, Biennale von Sevilla 2006[13]
- Cuatro noches ..., Biennale von Sevilla 2008[21]

### Textdichtung (Auswahl)
- La Diosa, Tanz Manuela Carrasco und Ensemble (1993)[4]
- Por las letras (1997)[4]
- Mañana hace cien años (1998)[4]
- La luz, el júbilo y la melancolía (2000)[4]
- Rinconete y Cortadillo, Tanz Javier Latorre und Ensemble (2002)[4]
- El Ángelus del Loco, für die Aufführung Galvánicas von Israel Galván (2002)[4]
- Malena, Tanz Hiniesta Cortés und Ensemble, Biennale von Sevilla 2002
- Érase una vez el flamenco mit Ángeles Gabaldón, Biennale von Sevilla 2006[13]
- Oasis abierta (2012)[22]
- Ensayo flamenco siglo XXI, Carmen Linares, 2012[23]

## Bibliografie

### Als Autor und Co-Autor
- Libro de las Fiestas. J.L. Ortiz (Eigenverlag), Sevilla 1980, ISBN 978-84-300-3394-2.
- Pensamiento político en el cante flamenco. Antología de textos desde los orígenes a 1936. Editoriales Andaluzas Unidas, 1985, ISBN 978-84-7587-067-0.
- La feria de Sevilla. Guía de lo oscuro y resplandeciente. Editorial Castillejo, 1990, ISBN 978-84-87041-27-3.
- Se sabe algo? Viaje al conocimiento del arte flamenco según los testimonios de la prensa sevillana del siglo XIX. Desde comienzos del siglo hasta al año en que murio Silverio Franconnetti (1812-1889). Ediciones El Carro de la Nieve, Sevilla 1990, ISBN 978-84-86697-10-5.
- Alegato contra la pureza. Ediciones Carena, 1996, ISBN 978-84-88944-07-8.
- Quién me presta una escalera? Origen y noticias de saetas y campanilleros en el siglo XIX. Signatura Ediciones de Andalucía, Sevilla 1998, ISBN 978-84-95122-00-1.
- José Luis Ortiz Nuevo, Faustino Núñez: La rabia del placer. El origen cubano del tango y su desembarco España (1823–1923). Diputación Provincial de Sevilla, Área de Cultura, Sevilla 1998, ISBN 978-84-88603-45-6.
- Mi gustar flamenco very good. Ayuntamiento de Sevilla. Servicio de Publicaciones, Sevilla 1998, ISBN 978-84-95020-24-6.
- En 1925 hubo en Sevilla un concurso de cante flamenco: fue una primavera la mar de flamenca aquella de 1925 por Sevilla. Ayuntamiento de Sevilla, Servicio de Publicaciones, Sevilla 2000, ISBN 978-84-95020-64-2.
- Coplas flamencas del siglo XX. Signatura Ediciones, Sevilla 2001, ISBN 978-84-95122-59-9.
- Tremendo asombro. Huellas del género andaluz en los teatros de La Habana y otras informaciones a lo flamenco (1790-1850). Mit einem Vorwort von Cristina Cruces (S. 9-26) und einem Nachwort von Raúl Rodríguez (S. 289ff). Libros con Duende, 2012, ISBN 978-84-939886-2-3.
- José Luis Ortiz Nuevo (Texte), Sergio García Sánchez (Illustrationen), Lola Moral (Farbgestaltung): Siete Sentimientos Flamencos. Junta de Andalucía, Consejería de Cultura, 2009, ISBN 978-84-8266-684-6 (Didaktischer Comic zur Einführung in die Formenwelt des Flamenco, 8 Seiten. Herausgegeben von der Dirección General de Museos y Agencia Andaluza para el Desarrollo del Flamenco).

#### Biografien
- Pepe el de la Matrona. Recuerdos de un cantaor sevillano. Athenaica Ediciones Universitarias, 2016, ISBN 978-84-16770-16-8 (Erstausgabe: Ediciones Demófilo, Madrid  1975).
- Las mil y una historias de Pericón de Cádiz. Sílex Ediciones, 1990, ISBN 978-84-7737-025-3 (Erstausgabe: Ediciones Demófilo, Madrid  1975).
- Tio Gregorio „Borrico de Jerez“. Ayuntamiento de Jerez. Servicio de Publicaciones, Jerez de la Frontera 1984, ISBN 978-84-500-9687-3.
- José Luis Ortiz Nuevo, Ángeles Cruzado Rodriguez (S. 105-157): De las danzas y andanzas de Enrique el Cojo. Mit einem Vorwort von Cristina Hoyos. Athenaica Ediciones Universitarias, 2017, ISBN 978-84-16770-85-4 (Erstausgabe: Ayuntamiento Sevilla, 1984).
- Yo tenía mu güena estrella. Anica la Periñaca. Ediciones Barataria, 2013, ISBN 978-84-92979-38-7.
- Coraje. Del maestro Otero y su paso por el baile. Libros con Duende, 2013, ISBN 978-84-15718-01-7.
- Ángeles Cruzado Rodriguez, Francisco Javier Mora Contreras, José Luis Ortiz Nuevo: La Valiente. Trinidad Huertas «La Cuenca». Libros con Duende, 2016, ISBN 978-84-15718-38-3 (Angabe der Autoren in der Reihenfolge der Beiträge).